# أمير أباد السفلى (دشت روم)
أمير أباد السفلى (بالفارسية: امیرآباد سفلی) هي قرية تقع في إيران في قسم دشت روم الريفي. يقدر عدد سكانها بـ 77 نسمة .